# Ediciones B
Ediciones B é uma editora espanhola fundada em 1987 a partir da fusão entre Editorial Bruguera e TBO. É um dos selos da divisão de livros do Grupo Zeta. Está presente na Espanha e na América hispânica, notadamente em Argentina (Buenos Aires), Colômbia (Bogotá), México (Cidade do México), Venezuela (Caracas), Equador (Quito), Chile (Santiago) e Uruguai (Montevidéu). Ganhou o Troféu HQ Mix de 2013 na categoria "destaque latino-americano" com a edição chilena do livro En Dosis Diarias 2, de Alberto Montt.